# Псари-Старі
Псари-Старі (пол. Psary Stare) — село в Польщі, у гміні Вольбуж Пйотрковського повіту Лодзинського воєводства.
Населення — 178 осіб (2011).
У 1975-1998 роках село належало до Пйотрковського воєводства.

## Демографія
Демографічна структура станом на 31 березня 2011 року:
|          | Загалом | Допрацездатний вік | Працездатний вік | Постпрацездатний вік |
| -------- | ------- | ------------------ | ---------------- | -------------------- |
| Чоловіки | 81      | 11                 | 56               | 14                   |
| Жінки    | 97      | 23                 | 46               | 28                   |
| Разом    | 178     | 34                 | 102              | 42                   |